# Wilhelm Fryderyk Zachert
Wilhelm Fryderyk Zachert (ur. w 1799 w Międzyrzeczu, zm. 29 października 1885 w Berlinie) – fabrykant, baron.

## Życiorys
W 1816 r. Wilhelm przeniósł się z Międzyrzecza do Warszawy, gdzie odbywał praktykę kupiecką u wuja – Jana Fryderyka Zacherta, z którego inicjatywy przeniósł się w późniejszym okresie do Zgierza i rozpoczął pracę w jego fabryce. Wilhelm pracował w niej jako kupiec – jego praca polegała na kupowaniu wełny oraz zlecaniu produkcji tkaczom. Zasięg jego działalności obejmował Zgierz, Łódź, Aleksandrów Łódzki, Konstantynów Łódzki, Ozorków, Skierniewice. W 1826 r. uruchomił własną tkalnię sukna. W 1831 r. po powstaniu listopadowym Zachert znalazł się w trudnej sytuacji ze względu na wysokie bariery celne nałożone na wwożone do Rosji tkaniny, w związku z czym przeniósł część swojej produkcji poza granice Królestwa Polskiego – do Supraśla, w którym otrzymał folwark w bezterminową dzierżawę od rządu. Uruchomił w nim w 1834 r. manufakturę, nabył 1700 ha gruntów, a także ponad 200 budynków klasztornych oraz Pałac Opatów i sprowadził około 200 pracowników ze Zgierza wraz z ich rodzinami, dla których wybudował domy tkackie, a także przeniósł do Supraśla maszyny ze Zgierza, a w ich miejsce sprowadził nowe.
W 1837 r. był pierwszym zgierskim fabrykantem, który wprowadził w swojej fabryce maszynę parową, na tym polu był również jednym z pionierów w swoim okręgu. W 1840 r. za zasługi dla rozwoju przemysłu otrzymał tytuł szlachecki (herb Rudnicki). W 1870 r. nadano mu tytuł barona imperium.
Zachert pełnił funkcję przewodniczącego rady miejskiej, marszałka sejmiku powiatu zgierskiego, a w 1829 r. został radcą w Izbie Handlowej i Rękodzielniczej Województwa Mazowieckiego. Został odznaczony orderami: św. Stanisława, św. Włodzimierza i św. Anny. Ponadto otrzymał złoty medal w 1828 r. na wystawie przemysłowej w Warszawie. W 1876 r. zaproszono go na wystawę przemysłową do Filadelfii, lecz nie wiadomo czy udało mu się otrzymać zgodę na wyjazd i na nią wyjechać.
Zachert posiadał nieruchomości w Supraślu – zakupiony w 1866 r. folwark, ponadto posiadał nieruchomości w Zgierzu, a także folwarki i wsie, w tym m.in. Zegrzany, Zegrzanki, Krzywie, Rudunki i Stępowizna.

## Życie prywatne
Jego żoną była Józefina – 46 lat młodsza kuzynka. Zmarł bezdzietnie. Pochowany został na cmentarzu ewangelickim w Supraślu.